# Kerk van de Martelaren Geloof, Hoop en Liefde en hun Moeder Sofia
De Kerk van de Martelaren Geloof, Hoop en Liefde en hun Moeder Sofia (Russisch: Церковь Веры, Надежды, Любови и Софии) is een Russisch-orthodoxe Kerk op de Miusskaja begraafplaats in het Noordoostelijke Okroeg van Moskou. De kerk is valt onder het Drie-eenheid decanaat van het bisdom Moskou.

## Geschiedenis
De kerk werd gebouwd in 1823 ter vervanging van een houten kerk uit 1773. De kerk werd opgetrokken in Empirestijl. De architect was Alexander Filippovitsj Elkinski. In 1834 werden er kapellen gebouwd ter ere van de Moeder Gods van het Teken en de heilige Mitrofan van Voronezj. Later werd een kleine klokkentoren van twee verdiepingen toegevoegd. In het begin van de 20e eeuw werd de klokkentoren met twee verdiepingen verhoogd. Tijdens de campagne van de bolsjewistische overheid om kerkelijke waarden te confisqueren werd de kerk op 5 april 1922 beroofd van waardevolle voorwerpen. De kerk werd in 1934 gesloten. De klokkentoren werd tot de eerste verdieping gesloopt en het gebouw werd geschikt gemaakt om in gebruik te worden genomen door een bedrijf in dienst van het Ministerie van Gezondheid.

## Heropening
De kerk werd in 1990 teruggegeven aan de Russisch-orthodoxe Kerk. Hervatting van de eredienst vond plaats op 28 september 1990. Vanaf 2012 is er een patriarchale vertegenwoordiging gevestigd van de metropolie van de Russisch-orthodoxe Kerk in Kazachstan.